# Tsholingkhar
Tsholingkhar – gewog w dystrykcie Cirang, w Bhutanie. Według danych z 2017 roku liczył 1745 mieszkańców.